# Pasinler
Pasinler là một huyện thuộc tỉnh Erzurum, Thổ Nhĩ Kỳ. Huyện có diện tích 1257 km² và dân số thời điểm năm 2007 là 34453 người, mật độ 27 người/km².